# 色當阿登體育俱樂部
色當阿登體育俱樂部（Club Sportif Sedan Ardennes），成立於1919年，是一家位於法國北部阿登省色當的足球俱乐部，為法國全國乙組聯賽的球隊之一。球隊主場路易斯·杜高古埃兹球场（Stade Louis Dugauguez）可容納23,189人。

## 球會榮譽
- 法國盃
  - 冠軍（2）：1956年、1961年
  - 亞軍（3）: 1965年、1999年、2005年

- 法乙
  - 冠軍（1）：1955年
  - 亞軍（3）：1972年、1999年、2006年

## 外部連結
- 官方网站